# Шендорф (Рейнланд-Пфальц)
Шендорф (нім. Schöndorf) — громада в Німеччині, розташована в землі Рейнланд-Пфальц. Входить до складу району Трір-Саарбург. Складова частина об'єднання громад Рувер.
Площа — 10,03 км2. Населення становить 776 ос. (станом на 31 грудня 2020).